# 카를루스 사우다냐
카를루스 사우다냐(포르투갈어: Carlos Saldanha)는 브라질 출신의 애니메이션 영화 감독이다.

## 작품
- 아이스 에이지
- 로봇
- 아이스 에이지 2
- 아이스 에이지 3: 공룡시대
- 리오
- 리오 2
- 페르디난드